# Uroboros

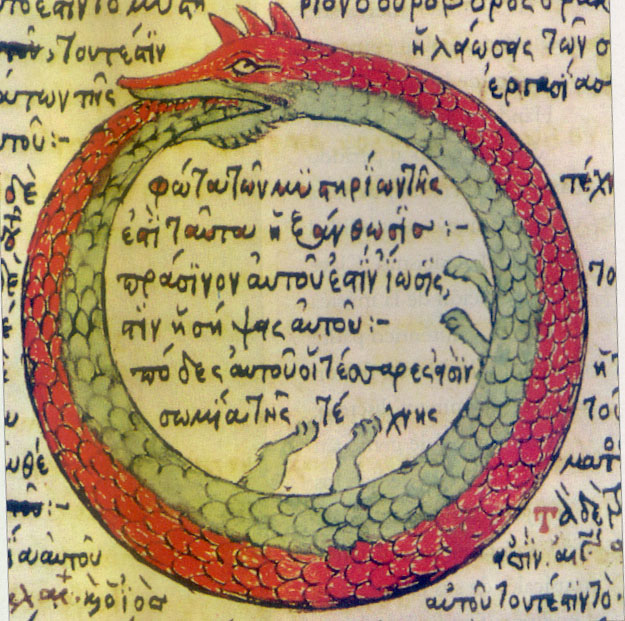
Uroboros z roku 1478 na alchymickém traktátu

Uroboros, též ouroboros, uroborus, úroboros (řecky ουροβόρος — požírač ocasu), je starověký symbol, který zobrazuje hada nebo draka požírajícího svůj vlastní ocas. Tento symbol se poprvé objevil ve starověkém Egyptě, v době římské nadvlády se pojí s gnosticismem, hermetismem a alchymií. Představuje cyklickou podstatu všech věcí, nekonečný návrat od konce k začátku, sebezničení a sebeobnovu (znovuzrození). Na některých zobrazeních je uroboros z poloviny bílý (světlý) a z poloviny černý (tmavý), což naznačuje symboliku obdobnou konceptu jin-jang, znázorňující dualitu všech věcí; vzájemně se doplňujících opačných principů. Uroboros má zpravidla tvar kruhu, někdy bývá také stočený do tvaru ležící osmičky, symbolu nekonečna.

## Starověk

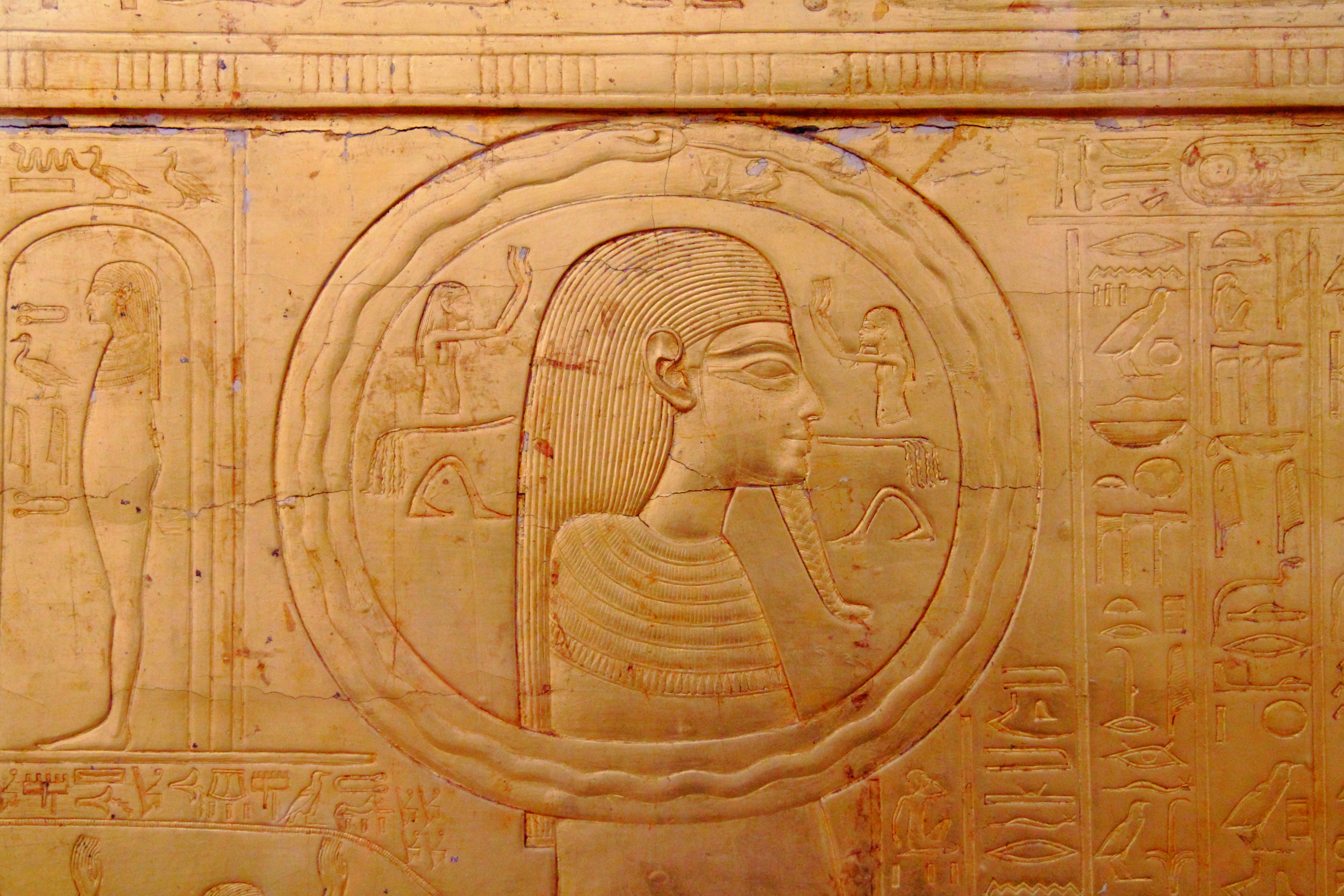
Uroboros v hrobce Tutanchamona

Poprvé je motiv hada zakousnutého do vlastního ocasu doložen v období Staré říše ve starověkém Egyptě, kde byl příznačně nazýván jako „Ocas v tlamě“. Objevuje se v tzv. podsvětních knihách a v pohřební ikonografii, kde symbolizuje čas a nekonečný a nepřetržitý běh života. V Knihách mrtvých je dáván do souvislosti např. s motivem sloupu džed, v ne zcela srozumitelných souvislostech je použit na sarkofágové skříni z Tutanchamonovy pohřební výbavy. Nejhojněji je používán v Pozdní době, odkdy je přejímán antickými autory.
Uroboros s původem v Egyptě bývá často dáván do souvislosti s jinými, totožnými motivy z jiných kultur a považován za univerzální symbol. Autor David Talbott, který se též věnuje mytologii, v dokumentu Blesky bohů uvádí, že uroboros se neobjevil pouze v Egyptě, ale „na všech obydlených světadílech“ podle nálezů ve starověké Indii, Číně, Japonsku, na území dnešního Mexika a kontinentálních Spojených států amerických, dokonce i na Aljašce.

## Popkultura
V sedmé řadě seriálu Červený trpaslík je epizoda s názvem Uroboros, ve které je odhaleno, že jedna z hlavních postav, technik Dave Lister, je svůj vlastní syn – našli ho v krabici v baru pod kulečníkovým stolem. Do této krabice se sám uložil, když se vrátil v čase. Uroboros je použit jako symbol této události.
Slovo „uroboros“ v anglickém zápise „ouroboros“, je v příběhu z počátku vykládáno (a Listerovými adoptivními rodiči chápáno) jako nerozhodnost Listerových rodičů při výběru jména pro syna, a tedy i důkaz jejich nezodpovědnosti: „our rob o io ros“ čili „our Rob(ert) or Ross“, v překladu „náš Rob(ert) nebo Ross“. Ve skutečnosti Lister použije krabici od „nekonečných“ baterií ourroboros, jak později vysvětlí Kryton. 
Urobora také často vzpomíná ve své pentalogii o zaklínači Andrzej Sapkowski.
Další zobrazení Urobora je v seriálu Akta X kde si Sculyová vytetuje tohoto hada, jakožto symbol nekonečna. 

## Galerie

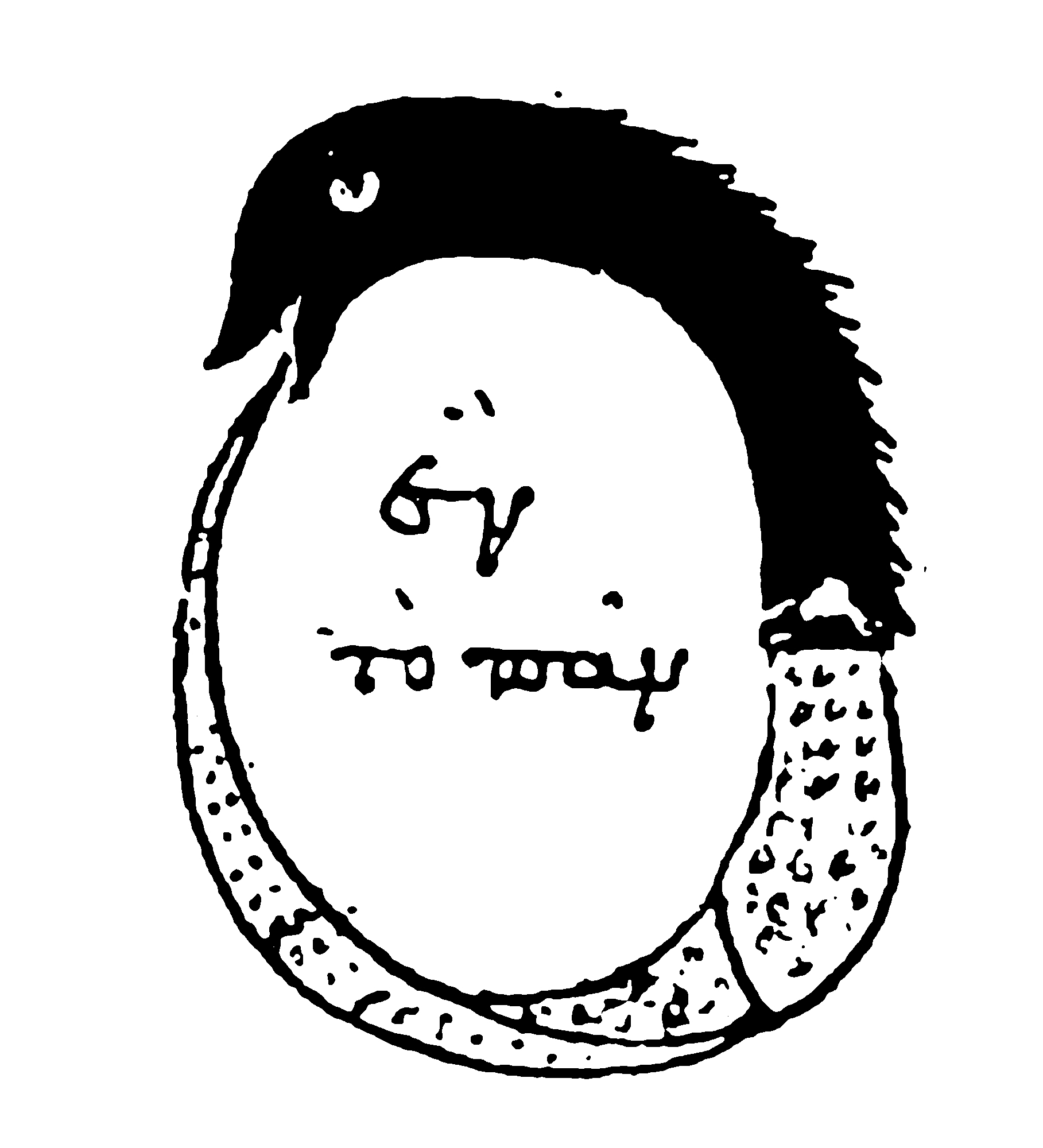
Uroboros, Chrysopoeia ze 4. století
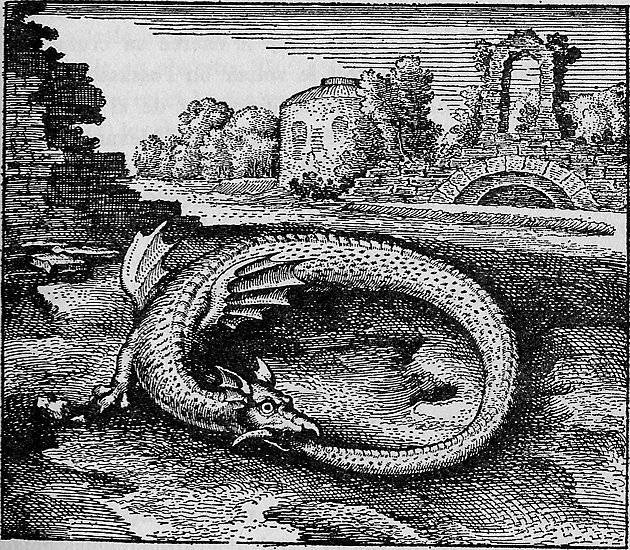
Na grafice ze 17. století
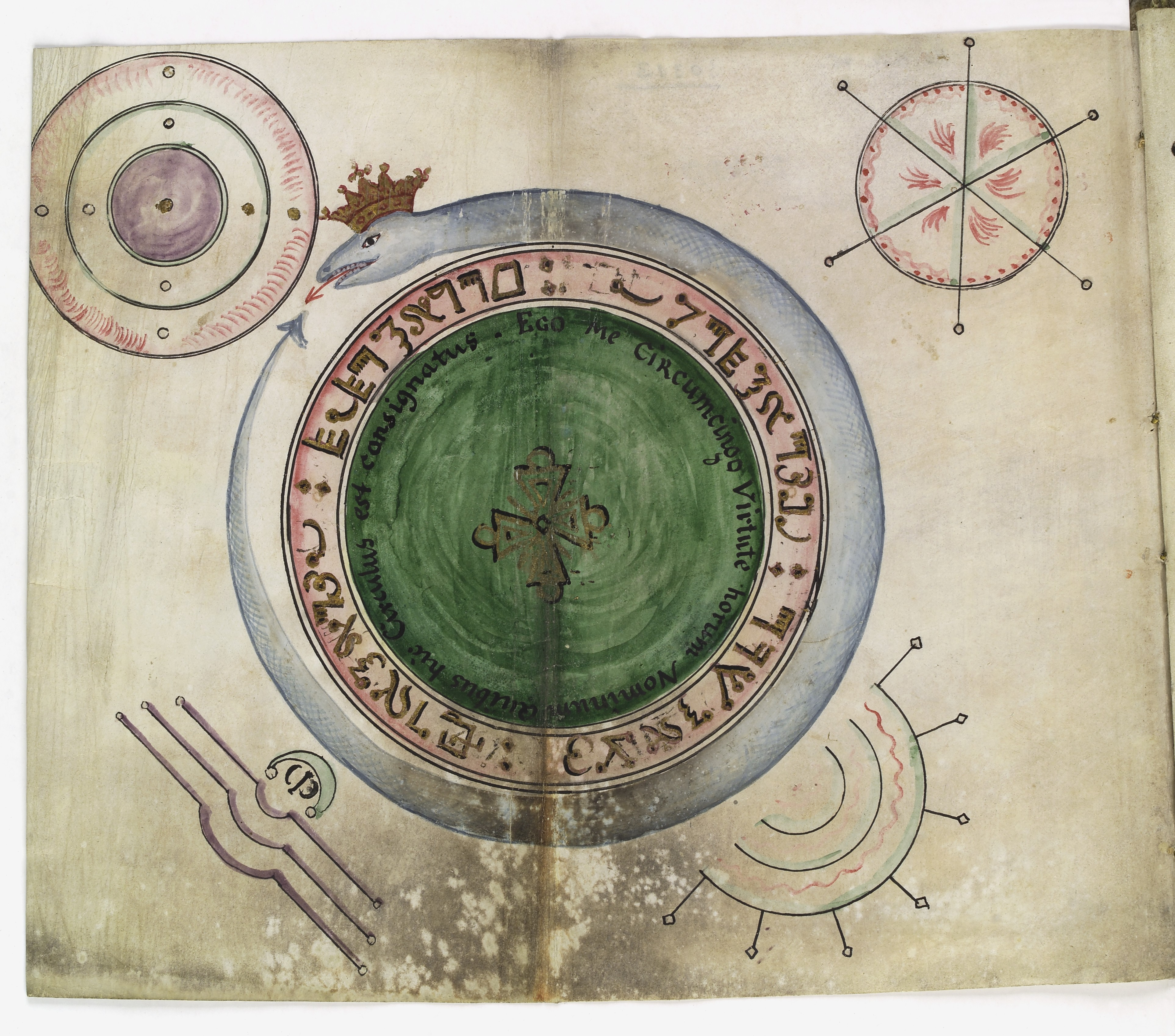
18. století
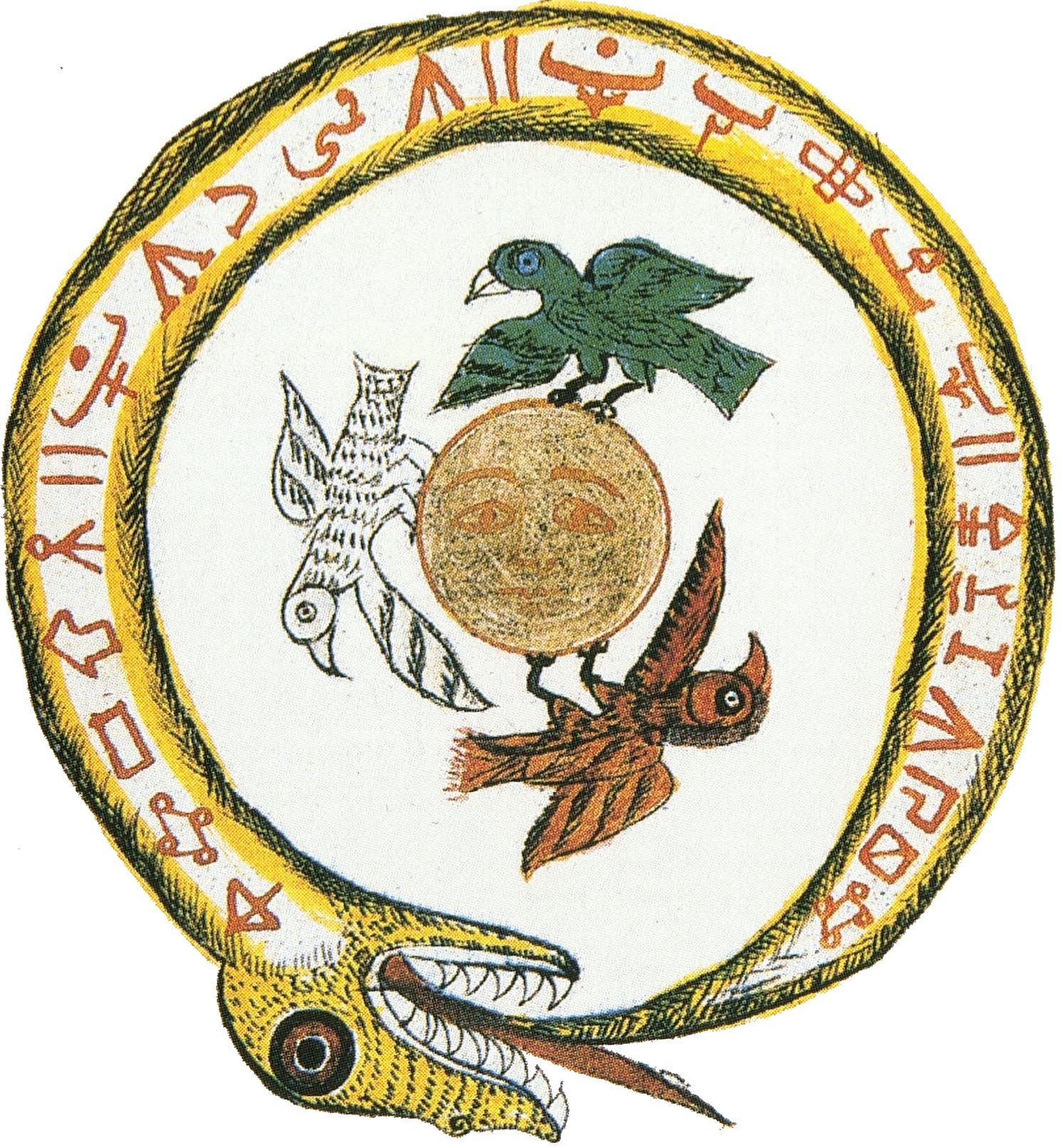
Arabský uroboros z 18. století